# Bopyroides hippolytes
Bopyroides hippolytes is een pissebed uit de familie Bopyridae. De wetenschappelijke naam van de soort is voor het eerst geldig gepubliceerd in 1838 door Krøyer.